# Star Studios
Star Studios是位於香港島灣仔區的一個服務式住宅，由太古地產負責管理，門牌號碼為灣仔永豐街8－10號（一座）、18號（二座），2016年10月起招租。該住宅共有兩座，前身分別為私人樓宇「永豐大廈」，及香港房屋協會市區改善計劃樓宇「永豪閣」。
太古為擴展附近的太古廣場三座辦公室，於2010年起成功收購上述兩幢樓宇，不過久未重建，反而先將它們翻新成服務式住宅並出租。2020年，重建計劃正式獲屋宇署通過建築圖則，太古會將該住宅重建，若成事，二座（即永豪閣）將會成為第二個遭拆卸的房協市區改善計劃樓宇。

## 樓宇簡述
「Star Studios I」的前身是永豐大廈，位於永豐街8－10號，為一幢私人樓宇，1981年落成。至於「Star Studios II」的前身房協市區改善計劃永豪閣則於1984年9月正式開售，總共60個單位，分為A室461平方英尺大單位、B室438平方英尺中型單位、及C室331平方英尺小型單位，其中11個被該址前身樓宇的居民和房協屋邨住戶優先認購。之後當年首次公開發售部分中，房協定出單位售價介乎22萬至51萬港元，平均每平方英尺售710港元，按揭年期可達15年，當中A室最受歡迎，至於C室卻乏人問津。
值得一提的是，前香港立法會議員、港區全國政協委員陳婉嫻亦曾持有永豪閣21樓A室物業，2009年底以728萬港元售予太古。

## 現況
由於這兩座樓宇鄰近太古廣場三座，太古地產早在1990年代開始收購該項目，至2010年已接近完成收購永豪閣所有業權，涉及金額約3億港元，而永豐大廈也在收購當中。而太古也在同年5月向城市規劃委員會申請將永豪閣重建為一幢24層高辦公室樓宇。太古在翌年10月再向城規會申請，將永豪閣和永豐大廈一併重建為一幢連地庫及隔火層共27層高辦公室樓宇，並併入太古廣場三期內。太古於2012年獲得規劃許可，不過至今仍未啟動重建工程。
到2016年，太古將兩座樓宇翻新成為服務式住宅，並於10月起合併出租共120個單位，永豐大廈易名為「Star Studios I」，永豪閣易名為「Star Studios II」。招租單位分為不連傢俬或連傢俬兩種。

## 未來發展
屋宇署於2020年1月批出住宅及商住發展和商業項目建築圖則，批准興建一幢有兩層地庫的23層高商業大廈，可建樓面約10.96萬平方英尺，《大公報》認為太古會在三兩年內展開重建工作，及連同附近的晏頓街／蘭杜街商業項目一併重建成商業區。若然重建，「Star Studios II」（永豪閣）將會成為繼中環些利街10號後，第二個遭拆卸的房協市區改善計劃樓宇。直至2025年，太古仍未準備重建Star Studios II，而位於南區的平瀾街7號已經超前該項目，成為第二個遭拆卸的市區改善計劃樓宇。

## 鄰近
- 太古廣場
- 星域軒
- 香港警察總部
- 聖佛蘭士街（灣仔蘇豪區）
- 聖母聖衣堂

## 外部連結
- 永豪閣，香港房屋協會
- Star Studios（页面存档备份，存于），太古地產